# Digiscopia

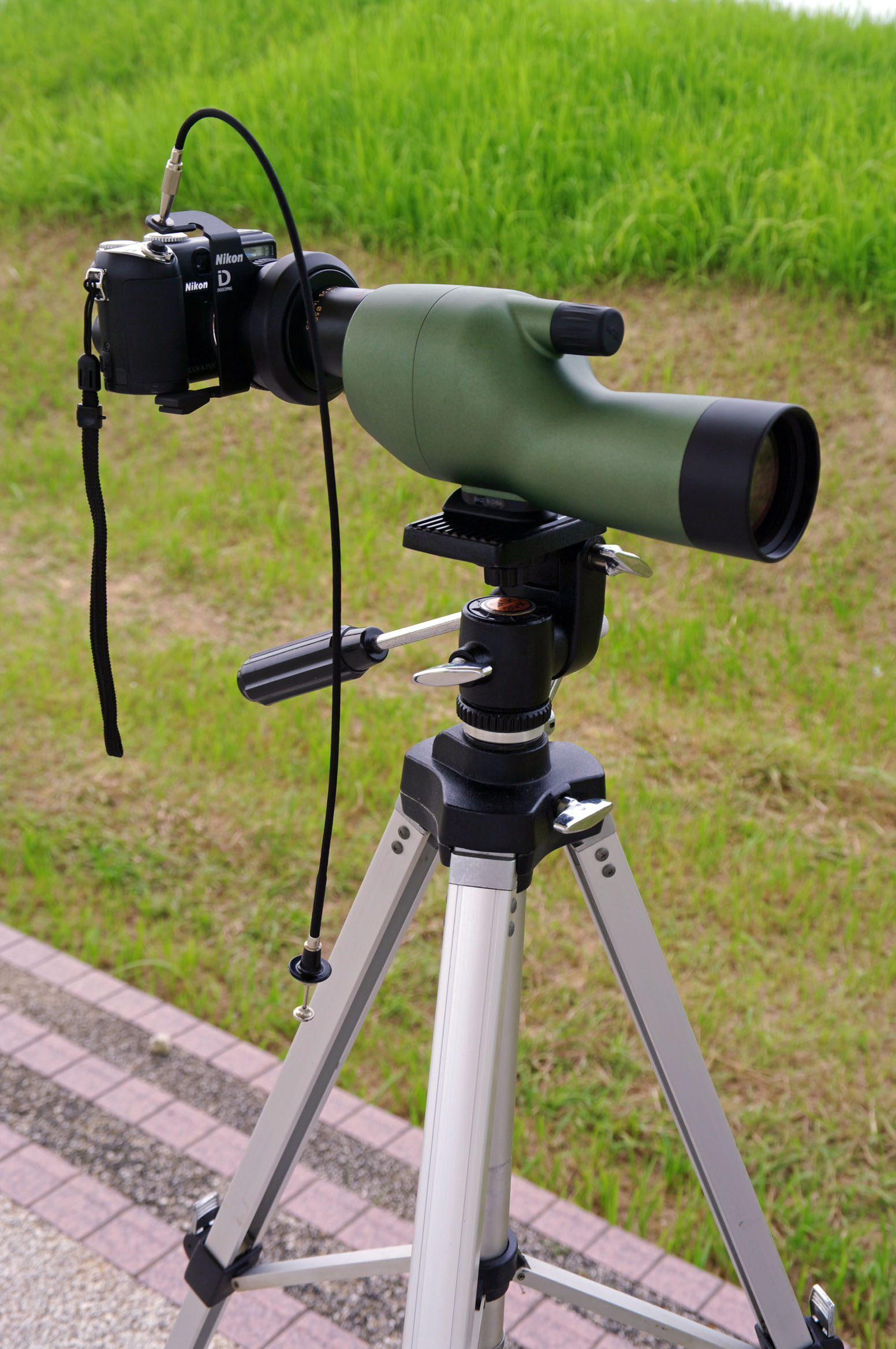

La digiscopia (in inglese digiscoping) è una tecnica fotografica che consente di realizzare foto di soggetti a grande distanza utilizzando una macchina fotografica digitale e un cannocchiale.

## Tecnica
La tecnica consiste nel fotografare l'immagine in uscita dall'oculare del cannocchiale. Utilizzando una macchina fotografica con zoom 3× abbinata a un cannocchiale con zoom 30× si ottiene un ingrandimento 90×.
Migliore è la qualità del cannocchiale utilizzato, migliore sarà anche la qualità della fotografia; per questo è anche possibile utilizzare fotocamere di tipo reflex.
Gli alti ingrandimenti rendono difficile (ma non impossibile) la fotografia a mano libera, pertanto normalmente si utilizzano dei supporti da montare al sistema "cannocchiale-treppiede" su cui fissare la fotocamera. Risultati ancora migliori si ottengono utilizzando un telecomando per evitare di trasmettere vibrazioni alla macchina in fase di scatto.
Lo stesso principio, ma utilizzando un telescopio, si applica alla fotografia astronomica.
La tecnica è resa possibile tra l'altro dal fatto che le fotocamere digitali sono provviste di sensori che catturano molta più luce rispetto alle comuni pellicole e questo è indispensabile poiché la luce in uscita dall'oculare di un cannocchiale non è molta. 

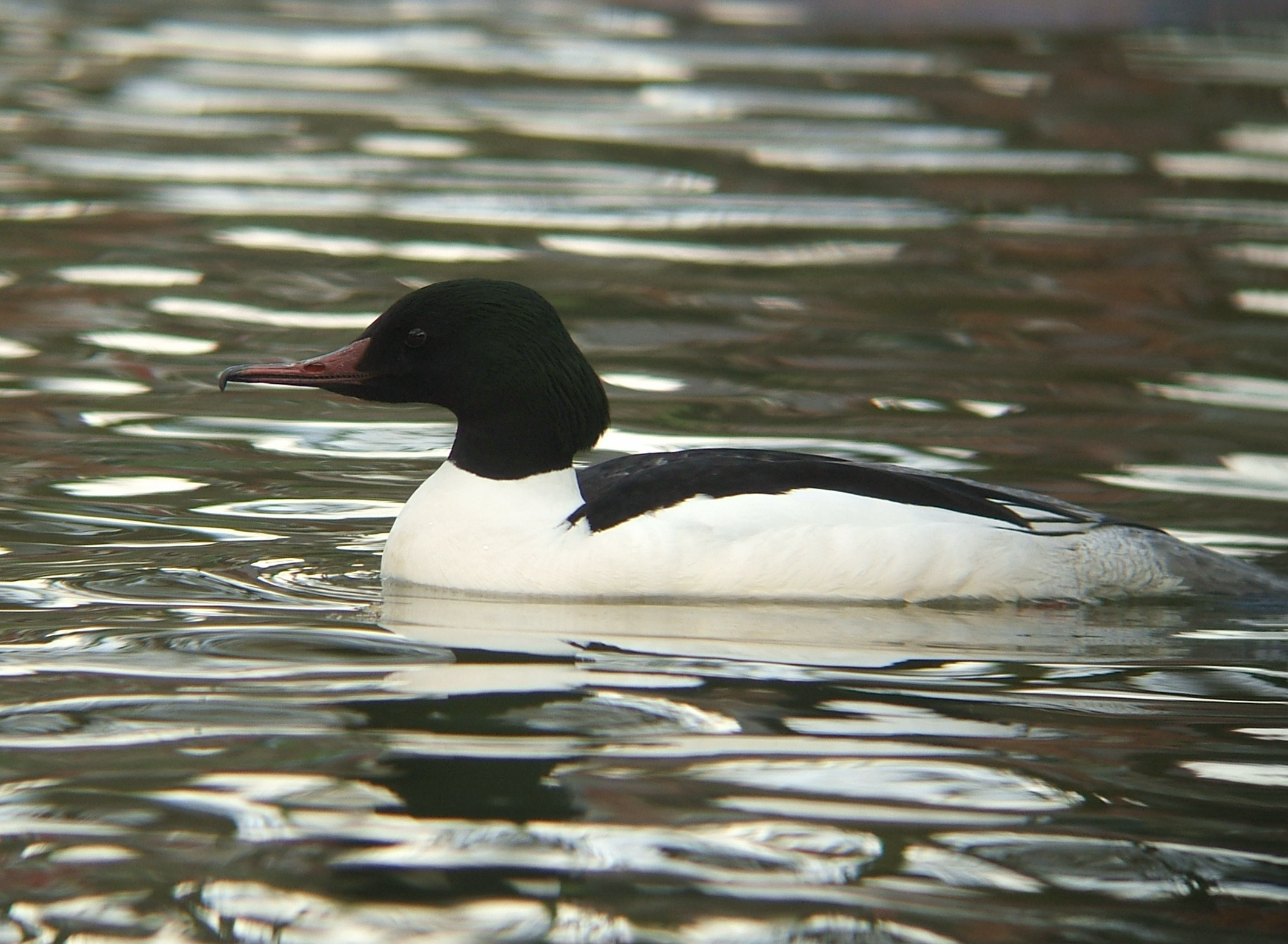
Foto di uno smergo (Mergus merganser con l'utilizzo di digiscopia

## Varianti
Vi sono poi varianti che consentono di ottenere immagini di qualità inferiore ma tutto sommato accettabili e un tempo impensabili senza spendere cifre altissime in obiettivi.
Si può utilizzare un binocolo al posto del cannocchiale oppure un telefono cellulare al posto di una macchina fotografica (tecnica chiamata anche fotoscopia, in inglese photoscoping). Il vantaggio di quest'ultimo è che un osservatore può condividere tramite rete internet l'immagine (pubblicazione su social network o invio diretto ad un altro utente per aiuto ad identificare un animale nel caso di fotografia naturalistica).

## Problemi
La dimensione degli obiettivi è importante per questa tecnica: le macchine più adatte sono quelle con uno zoom tra il 2× e il 4×, sono sconsigliate quelle con zoom elevati. Infatti uno dei fenomeni da contrastare è quello comunemente detto della "vignettatura", ovvero il fatto che la fotocamera inquadra non solo l'immagine in ingresso nel telescopio, ma anche le pareti dell'oculare, producendo bordi neri ai lati. Questo problema si risolve agendo sullo zoom della fotocamera, a patto che essa abbia un obiettivo di piccolo diametro.